# Berszán Lajos
Berszán Lajos (Sepsiszentgyörgy, 1943. január 15. –) katolikus lelkipásztor Erdélyben, a gyimesfelsőloki Árpád-házi Szent Erzsébet Líceum megalapítója.

## Pályafutása

### Gyermek- és ifjúkora
Berszán Lajos 1943. január 15-én született a Sepsiszentgyörgyön, de valójában a háromszéki Zágont tekintette szülőfalujának, ahol egész gyermekkorát töltötte. Édesapját 5 éves korában elveszítette, és hamarosan meghalt a kistestvére is. Özvegy édesanyja egyetlen gyermekeként Zágonban végezte el az elemi iskola hét osztályát.
12 éves korától Gyulafehérváron folytatta tanulmányait, az úgynevezett Kántoriskolában. A kántoriskola elvégzése után felvételizett az ugyancsak gyulafehérvári Római Katolikus Hittudományi Főiskolára. A teológiai tanulmányok befejezése után 1966. április 17-én szentelte pappá Márton Áron püspök.

### Lelkipásztori tevékenysége
Egy rövid ideig tartó görgényüvegcsűri kisegítést követően az első tényleges állomáshelye Csíkszentgyörgy volt. Itteni másfél éves papi működése során találkozott először csángó hívekkel. Ezután Magyarszarvaskenden segédlelkészként működött, ahol szórványban élő híveket gondozott. A Mezőségen eltöltött négy év után Torja következett, ahol másfél év után a püspök a feltorjai plébánosává nevezte ki. A torjai nyolc év után ismét szórvány-településre került, a Beszterce-Naszód megyei Tekére (1980). 1982-től 2000-ig Gyimesfelsőlok egyházközségének plébánosa volt.

### Az iskolaalapító
A gyimesfelsőloki évekre esett iskolaalapítói tevékenysége. A ’90-es évek elején fogalmazódott meg az igény, hogy Felsőlokon lelkigyakorlatos ház épüljön, illetve egy külön iskola létesüljön a gyimesi és moldvai csángó gyermekek számára. 1992-ben hozta létre a KÉSZ debreceni csoportja a Sziklára Épített Ház Alapítványt. Az alapítvány valamint sok más jószándékú személy és szervezet támogatásával indult meg az építkezés. 1993-ban tették le a ház alapkövét. 1994 szeptemberében különböző ideiglenes színhelyeken kezdődött meg Árpádházi Szent Erzsébet Gimnázium működése, 2007-ig Berszán Lajos igazgatósága alatt. 1996-tól kezdődött az átköltözés a folyamatosan készülő új épületrészekbe. 2010-ben már nem csak gimnázium működik az intézmény keretében, hanem óvoda, általános iskola és esti tagozat is. 2010-ben már több mint négyszáz csángó és székely növendéke van a teljes oktatási intézménynek.

## Elismerései
- Julianus-díj (1996)
- Márton Áron-emlékérem (1999)
- Magyar Örökség díj (2004)

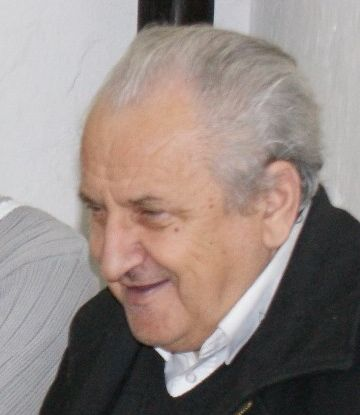
Berszán Lajos 2009-ben

- Ordinul Meritul pentru Învățământ în grad de Cavaler (2004)
- A Köztársaság Elnökének Érdemérme (2005)
- Pro Hargita Díj (2005)
- Az EMKE tiszteletbeli tagsága (2010)
- Kehidakustány Díszpolgára (2011)
- Hargita Megye Tanácsának Kájoni János-díja (2016)
- Mindszenty-emlékérem (2016)